# Hybanthus thiemei
Hybanthus thiemei är en violväxtart som först beskrevs av Donn. Smith, och fick sitt nu gällande namn av Julius Sterling Morton. Hybanthus thiemei ingår i släktet Hybanthus och familjen violväxter. Inga underarter finns listade i Catalogue of Life.